# Der gelbe Strom
Der gelbe Strom (Originaltitel: Blood Alley) ist ein US-amerikanischer Abenteuerfilm aus dem Jahr 1955, in dem unter der Regie von William A. Wellman in den Hauptrollen John Wayne und Lauren Bacall zu sehen sind. Der Film trägt dem Zeitgeist entsprechend stark antikommunistische Züge.

## Handlung
Der amerikanische Handelskapitän Tom Wilder strandet in Rotchina und wird inhaftiert. Im Gefängnis vegetiert er vor sich hin, bis er von einem Chinesen namens Big Han gerettet und in einem Dorf versteckt wird. Die Dorfbewohner helfen nicht ohne Hintergedanken: Sie erhoffen sich von Wilder Hilfe bei ihrer geplanten Flucht nach Hongkong, da sie nur über einen altersschwachen Raddampfer und praktisch keine Seeerfahrung verfügen. Wilder lernt dort auch Cathy Grainger, die Tochter eines Missionsarztes, kennen.
Nach diversen kleinen Abenteuern gelingt die Flucht den Gelben Strom hinab und durch die Meerenge zwischen dem Festland und der Insel Formosa, die den Namen Blood Alley trägt, nach Hongkong.

## Hintergrund
Ursprünglich sollte Robert Mitchum die Hauptrolle spielen, er wurde von Wellman nach einem Streit entlassen. Gregory Peck hatte kein Interesse, und Humphrey Bogart war zu teuer.
Nachdem kein männlicher Hauptdarsteller mehr zur Diskussion stand, übernahm John Wayne, der eigentlich mit seiner frisch gegründeten Firma Batjac als Produzent des Films fungierte, die Titelrolle und teilweise die Regie.
Die Aufnahmen fanden im Wesentlichen in einem kleinen Fischerort in der San Francisco Bay statt.

## Kritik
Kritiker reagierten zurückhaltend auf den Film. Es wurde bemängelt, dass sich das Drehbuch sehr stark an den Erfolgsfilm African Queen anlehnte. Auch der obligatorischen Liebesgeschichte zwischen Wayne und Bacall fehlte der Funke. Dass zusätzlich noch fast alle tragenden „chinesischen“ Rollen wenig überzeugend von westlichen Stars gespielt wurden, unter anderem von der als sogenanntes „Busenwunder“ bekannten Anita Ekberg, trug ebenfalls zum geringen Erfolg des Films bei. Das Lexikon des internationalen Films meint: „John Wayne als Held in Fernost in einer politisch unglaubwürdigen Kolportage aus der Zeit des Kalten Krieges.“